# Дёмино (Пензенская область)
Дёмино — село в Неверкинском районе Пензенской области России. Административный центр Дёминского сельсовета.

## География
Село находится в юго-восточной части Пензенской области, в пределах Приволжской возвышенности, в лесостепной зоне, на левом берегу реки Кадады, на расстоянии примерно 21 километра (по прямой) к северо-западу от села Неверкина, административного центра района. Абсолютная высота — 201 метр над уровнем моря.

### Климат
Климат характеризуется как умеренно континентальный, с тёплым летом и умеренно холодной зимой. Средняя температура воздуха самого холодного месяца (января) составляет −13,3 °C —−12,8 °C (абсолютный минимум — −32,5 °С); самого тёплого месяца (июля) — 19,2 °C (абсолютный максимум — 39 °С). Безморозный период длится в среднем 126 дней. Годовое количество атмосферных осадков составляет 527 мм, из которых большая часть выпадает в тёплый период. Снежный покров держится в течение 149 дней.

### Часовой пояс
Село Дёмино, как и вся Пензенская область, находится в часовой зоне МСК (московское время). Смещение применяемого времени относительно UTC составляет +3:00.

## Население
| 1750  | 1795  | 1859  | 1911  | 1926  | 1939  | 1959  |
| ----- | ----- | ----- | ----- | ----- | ----- | ----- |
| 374   | ↗958  | ↗1575 | ↗2893 | ↗3279 | ↘1535 | ↗1539 |
| 1979  | 1996  | 2004  | 2010  | 2012  |       |       |
| ↗2158 | ↘1485 | ↘993  | ↘798  | ↗955  |       |       |

### Национальный состав
Согласно результатам переписи 2002 года, в национальной структуре населения татары составляли 97 %.

## Религия
Мечети
- Мечеть